# Шляхи мистецтва
«Шляхи́ мисте́цтва» — літературно-мистецький журнал Всеукраїнського державного видавництва. Від другого номера — орган мистецького сектора Головполітосвіти УСРР. Виходив у Харкові від лютого 1921 року до лютого 1923 року (5 чисел).
Головні редактори Василь Блакитний і Гордій Коцюба, згодом Володимир Коряк. У «Шляхах мистецтва» знайшли відображення напрямки розвитку української літератури на порозі її «совєтизації». У характеристичних для того часу дискусіях Іван Кулик, відкидаючи реалізм, відстоював «психологічний імпресіонізм», Майк Йогансен вважав головним напрямом переходової доби конструктивізм, а Валер'ян Поліщук — революційний романтизм, який мав поступово перейти в неореалізм революційного змісту. Але вже й тоді почала зароджуватися специфічно радянська літературна термінологія: монументальний, пролетарський тощо реалізм (Михайло Доленґо та ін.).
Тоді ще не поділені між літературними організаціями, в «Шляхах мистецтва» брали участь усі найвизначніші письменники того часу; поети: Іван Кулик, Василь Еллан-Блакитний, Майк Йогансен, Володимир Сосюра, Павло Тичина, Михайль Семенко, Павло Филипович, Михайло Драй-Хмара та інші; прозаїки: Григорій Косинка, Андрій Головко, Микола Хвильовий, Гордій Коцюба, Олександр Копиленко, Іван Сенченко; там таки друкувався «Блакитний роман» Гната Михайличенка.
Значне місце на сторінках «Шляхів мистецтва» приділялося критиці. Серед інших у цьому жанрі виступали Олександр Білецький, Юрій Меженко, Володимир Коряк, а також поети й прозаїки: Майк Йогансен, Іван Кулик, Яків Мамонтов, Валер'ян Поліщук та інші співробітники. «Шляхи мистецтва» творили більшість майбутньої літературної організації «Гарт». Її орган, альманах цієї ж назви, став і наступником «Шляхів мистецтва».